# بوابة أدد

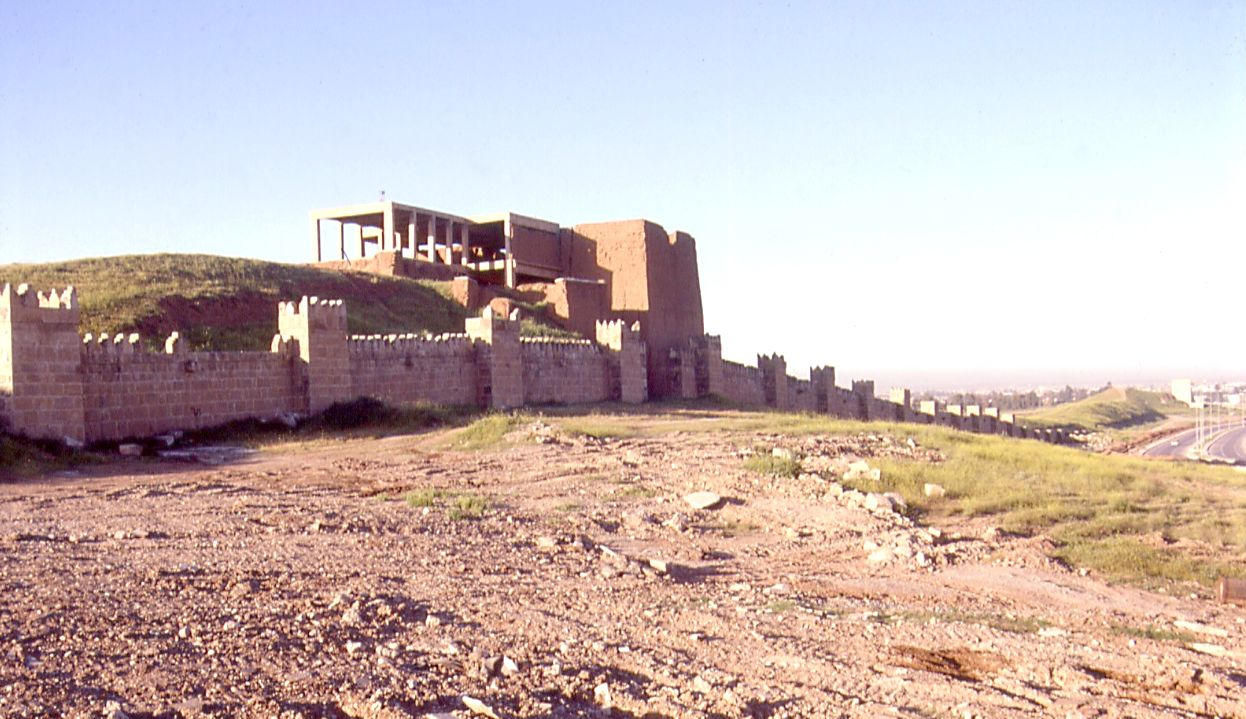
بوابة أدد في العراق.

بوابة أدد هو باب أثري قديم يعود إلى العصر الآشوري يقع في محافظة نينوى في العراق ويقع الباب إلى شمال أطلال مدينة مدمرة كانت يوماً تابعة للآشوريين. وموقع الباب إلى شمال أنقاض تلك المدينة.